# بيت الجواهري (متحف)
بيت الجواهري أو متحف الجواهري وهو المنزل الذي كان يسكنه الشاعر العراقي محمد مهدي الجواهري، تحول منزل الشاعر العراقي الراحل محمد مهدي الجواهري إلى متحف ومركز ثقافي من قبل امانة بغداد ويستقبل زواره منذ أغسطس 2022.
بُني المنزل عام 1971، في بغداد في منطقة القادسية بمساحة 550 متراً مربّعاً وسكنه الجواهري في سنة 1980. يحتوي على معرض لبعض المقتنيات الشخصية للشاعر ومكتبة والعديد من الصور يجري تكريم ذكرى الجواهري وأعماله داخل جدران المنزل الذي عاش فيه قبل فراره من العراق.